# Paul Fenner
Paul Fenner (ur. 1895, zm. ?) – zbrodniarz hitlerowski, członek załogi obozu koncentracyjnego Mauthausen-Gusen i SS-Oberscharführer.
Weteran I wojny światowej. Z zawodu robotnik. Członek Waffen-SS od kwietnia 1943. W tym samym czasie rozpoczął służbę w kompleksie obozowym Mauthausen. Początkowo przez krótki okres przebywał w obozie głównym, a następnie pełnił służbę w podobozie St. Lambrecht. Natomiast od października 1944 do kwietnia 1945 Fenner pełnił funkcję komendanta małego podobozu Vienna-Aafa, który liczył ok. 400 więźniów. Stosował tortury i inne okrutne kary wobec więźniów. Podczas ewakuacji Vienna-Aafa do Steyr (innego podobozu Mauthausen) rozkazał rozstrzeliwać tych wszystkich więźniów, którzy spowalniali marsz. Zginęło przez to nawet do 150 osób.
Fenner został osądzony wraz z blokowym Otto Kötzle przez amerykański Trybunał Wojskowy w Dachau w dniach 21–22 lipca 1947. Wymierzono mu karę dożywotniego pozbawienia wolności.